# Metallicità
In astronomia, la metallicità di un oggetto è la quantità adimensionale indicante la frazione in massa di elementi di materia diversi da idrogeno o elio. Tutti gli elementi più pesanti sono definiti in astronomia metalli.

## Metallicità, popolazioni stellari ed età
La metallicità di un oggetto può fornire indicazioni sulla sua età. Secondo le attuali teorie cosmologiche, quando l'universo si formò, era composto quasi completamente da idrogeno ed elio, e così le stelle più vecchie (quelle di popolazione II e di popolazione III) hanno metallicità molto basse. Crescendo l'età dell'universo cresce anche il contenuto di metalli, a causa della nucleosintesi stellare e dell'arricchimento di metalli che il mezzo interstellare subisce attraverso le nebulose planetarie e le supernovae.

## Definizione operativa e misura della metallicità
La metallicità del Sole è circa 1,4% della massa.
Per le altre stelle della galassia, la metallicità è espressa come [Fe/H], che rappresenta il logaritmo del rapporto dell'abbondanza di ferro della stella rispetto a quella del Sole.
La metallicità di una stella si misura dallo spettro di assorbimento degli elementi contenuti nell'atmosfera stellare.
Esistono vari formalismi matematici per esprimere la metallicità:
- La metallicità in funzione della massa

X --> Funzione della massa di H
Y --> Funzione della massa di He
Z --> Funzione della massa dei "metalli"
Dove si verifica che: {\displaystyle X+Y+Z=1}
Composizione primordiale : X=0,76 Y=0,24 Z=0,00
Composizione solare: X=0,70 Y=0,28 Z=0,02
Si noti che la metallicità si può anche esprimere in funzione del numero di atomi, nel quale caso si ottengono valori maggiori per l'idrogeno e minori per l'elio e i metalli.
- Indice di metallicità

Di solito il valore della metallicità si ottiene utilizzando come misura primaria l'abbondanza di elementi metallici del Sole. Tale misura non è di carattere assoluta ma relativa. Le linee di assorbimento che si osservano sono quelle dell'idrogeno e del ferro. La metallicità del Sole è di un 1,4% della massa. L'indice di metallicità si ottiene dal rapporto Fe/H che rappresenta il logaritmo del quoziente tra l'abbondanza di metalli nella stella e l'abbondanza solare. Questa è la sua formula:
dove ab è il valore dell'abbondanza di ferro (Fe) o idrogeno (H) a seconda del caso.
L'indice di metallicità del Sole sarà {\displaystyle [Fe/H]=0}. Gli oggetti con meno metalli del Sole possiedono un indice di metallicità negativo mentre gli altri oggetti ricchi in metalli possiedono un indice positivo. Poiché la scala è logaritmica, una metallicità di "-1" equivale a una abbondanza dieci volte minore a quella del Sole, "-2" ad una abbondanza cento volte minore a quella solare e così via. Analogamente, un indice di valore "+1" corrisponde ad una abbondanza dieci volte maggiore, "+2" cento volte maggiore e così via.

## Metallicità nella Via Lattea e nelle altre galassie
Nella galassia, la metallicità è più alta nel centro e più bassa all'esterno. Questo perché verso il centro della galassia ci sono molte più stelle, e durante la propria esistenza più metalli sono ritornati al mezzo interstellare tramite l'esplosione di supernovae. Nel bulge centrale della Via Lattea la metallicità media è di [Fe/H] = -0,2 (64% del Sole), e decresce allontanandosi dal centro, con un valore [Fe/H] = -0,6 per le stelle del disco galattico e ad appena [Fe/H] = -1,5 nell'alone galattico, che in percentuale equivale ad appena il 3% della metallicità del Sole.

In modo simile, le galassie più grandi tendono ad avere metallicità più alte. Nel caso delle Nubi di Magellano, due piccole galassie irregolari che orbitano attorno alla Via Lattea, la Grande Nube di Magellano ha una metallicità di circa il 43% del valore del Sole, mentre la Piccola Nube di Magellano ha una metallicità approssimativa dell'11%.